# El Estrecho
El Estrecho är en ort i Mexiko.   Den ligger i kommunen Tecpatán och delstaten Chiapas, i den sydöstra delen av landet, 600 km öster om huvudstaden Mexico City. El Estrecho ligger 141 meter över havet och antalet invånare är 135.
Terrängen runt El Estrecho är huvudsakligen kuperad, men åt sydväst är den platt. Runt El Estrecho är det ganska glesbefolkat, med 25 invånare per kvadratkilometer. Närmaste större samhälle är Ostuacán, 19,5 km öster om El Estrecho. Trakten runt El Estrecho består till största delen av jordbruksmark.